# 藤原公雅
藤原 公雅（ふじわら の きんまさ、寿永2年〈1183年〉 -  宝治2年〈1248年〉）は、平安時代末期から鎌倉時代にかけての公卿。正二位権大納言。父は従二位参議民部卿藤原実明、母は玄修僧都の女。
藤原実明と藤原実宗は同母兄弟であるため、西園寺家の実質的な祖となる西園寺公経とはいとこ同士という関係になる。

## 経歴
以下、『尊卑分脈』と『公卿補任』の内容に従って記述する。
- 文治4年（1188年）1月5日、従五位下に叙せられる。
- 建久2年（1191年）6月4日、従五位上に昇叙。
- 建久7年（1196年）1月28日、侍従に任ぜられる。
- 正治2年（1200年）1月22日、土佐権介を兼ねる。同年4月1日、左少将に任ぜられる。
- 建仁元年（1201年）1月6日、正五位下に昇叙[2]。同月29日、讃岐権介を兼ねる。
- 建仁2年（1202年）11月19日、従四位下に昇叙。同月22日、左少将は元の如し。
- 元久2年（1205年）1月29日、左中将に任ぜられる[3]。
- 元久3年（1206年）1月13日、備中権介を兼ねる。
- 建永元年（1206年）9月13位置、伊予守を兼ねる。
- 建永2年（1207年）1月5日、従四位上に昇叙。
- 承元3年（1209年）1月5日、正四位下に昇叙[4]。
- 建保5年（1217年）1月13日、伊予守を止める。
- 建保6年（1218年）1月13日、蔵人頭に補される。
- 承久元年（1219年）1月25日、従三位に叙される。
- 承久2年（1220年）12月18日、右兵衛督に任ぜられる。
- 貞応元年（1222年）1月24日、左兵衛督に遷る。同年12月21日、右衛門督に遷る。
- 貞応2年（1223年）８月16日、服解[5]。
- 嘉禄元年（1225年）12月22日、右衛門督を辞して参議に任ぜられる。
- 嘉禄2年（1226年）1月23日、越前権守を兼ねる。8月以後、不出仕。同年12月16日、参議を辞す[6]。正三位に昇叙。
- 嘉禎元年（1235年）1月22日、従二位に昇叙。
- 嘉禎2年（1236年）2月30日、参議に還任。更に右衛門督を兼ねる。
- 嘉禎3年（1237年）1月24日、讃岐権守を兼ねる。同年4月24日、正二位に昇叙[7]。
- 暦仁元年（1238年）2月23日、右衛門督を止める。同年4月18日、権中納言に昇任。同年7月20日、中納言に転正。8月13日、勅授帯剣。9月1日、按察使を兼ねる。
- 延応元年（1239年）10月28日、権大納言に昇任。按察使を止める。
- 仁治2年（1241年）2月1日、権大納言を辞す。長子実任を参議に申任す。同月15日、本座を許される。
- 宝治元年（1247年）11月25日、出家。
- 宝治2年（1248年）2月20日、薨去。享年66。

## 系譜
- 父：藤原実明（1153-1223）
- 母：玄修僧都の娘
- 妻：忠萬法印の娘
  - 男子：藤原実任
  - 男子：藤原実躬（1211-?）
- 生母不明の子女
  - 男子：藤原実澄
  - 男子：藤原実祐
  - 女子